# Josefskirche (Krakau-Podgórze)
Die Josefskirche (polnisch Kościół św. Józefa) in Krakau ist eine katholische Kirche an der ul. Jana Zamoyskiego 2 im Stadtteil Podgórze. Sie liegt an der südlichen Ecke des dreieckigen Podgórzer Marktplatzes.

## Geschichte

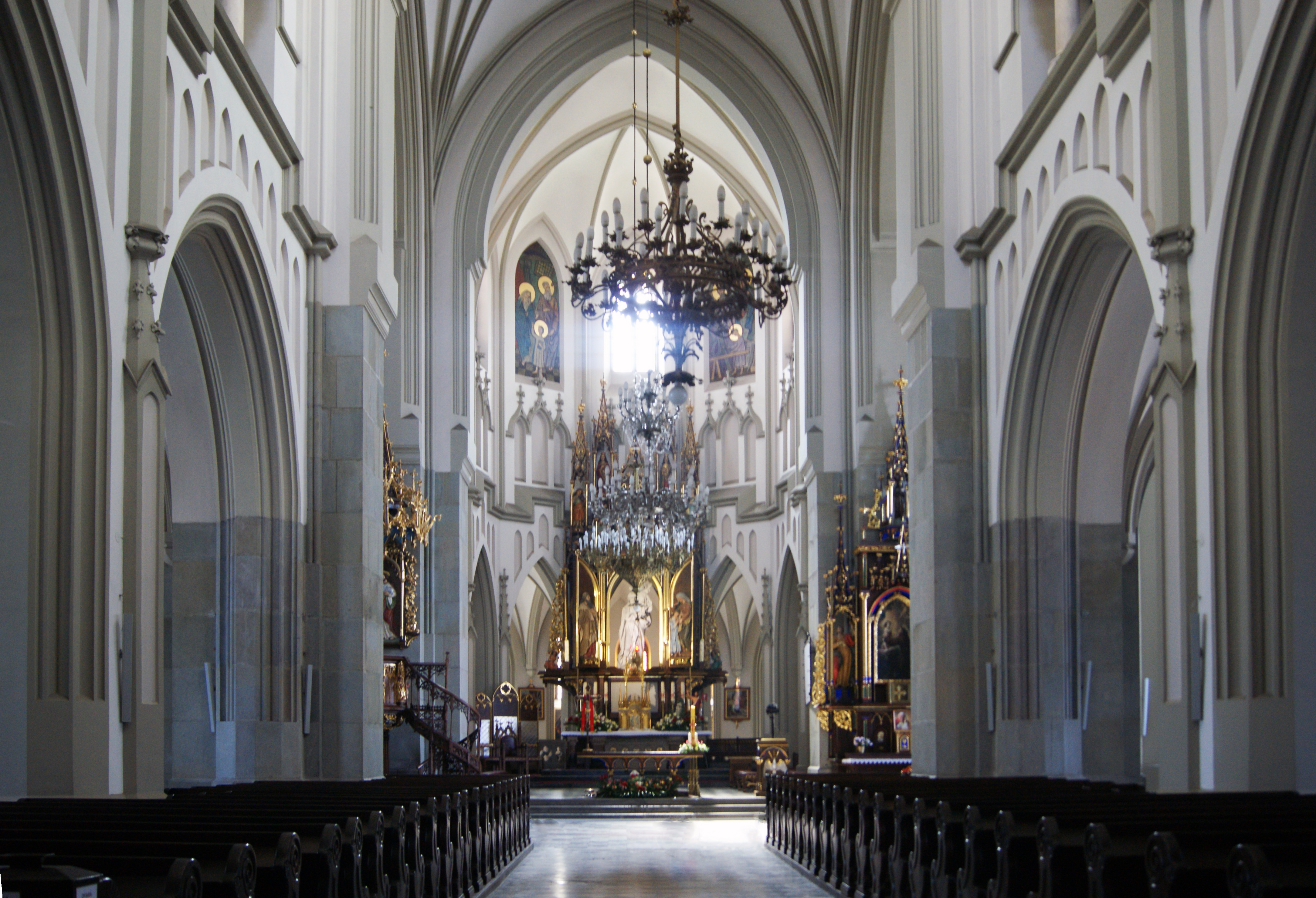
Innenraum

Die Kirche wurde 1832 im Stil des Klassizismus errichtet. Da die Kirche bereits Ende des 19. Jahrhunderts für die ca. 17.000 Gläubigen zählende Gemeinde zu klein wurde, fasste man 1905 den Beschluss, sie durch eine große Kirche zu ersetzen. Den Ausbau leitete von 1905 bis 1909 Jan Sas-Zubrzycki, der das Bauwerk im Stil der Neugotik errichtete. Das Kirchengebäude ist ein Beispiel für den Weichsel-Ostsee-Stil, die polnische Variante der Neugotik, die an die mittelalterliche Backsteingotik im Raum der Weichsel und der Ostsee anknüpft. Die Inspiration für den Turm war hier der nördliche Turm der Krakauer Marienbasilika.